# Mariana Dias Ximenes
Mariana Dias Ximenes (* 13. Dezember 1983 in Baucau, Osttimor) ist eine osttimoresische Marathonläuferin.

## Sportliches
2001 gewann Ximenes bei den Arafura Games drei Goldmedaillen in den Disziplinen 5000 m, 10.000 m und Halbmarathon. Es war das erste Mal, dass Osttimor an den Spielen als eigenständige Mannschaft antrat, auch wenn das Land noch nicht von den Vereinten Nationen in die Unabhängigkeit entlassen worden war.
2002 nahm Ximenes bei den Asienspielen in Busan beim Marathon teil.
Bei den Olympischen Sommerspielen 2008 in Peking startete Ximenes beim Marathonlauf der Frauen, erreichte aber das Ziel nicht. Sie war bei den Spielen in Peking die einzige Sportlerin ihres Landes, da der Marathonläufer Augusto Ramos Soares nicht angereist war. Ximenes trug die Flagge Osttimors bei der Eröffnungsfeier.